# 寺尾直樹
寺尾 直樹（てらお なおき、1965年〈昭和40年〉11月18日 - ）は、気象予報士・防災士・気象キャスターで、現在はNHK名古屋放送局の契約キャスター(専属契約)。

## 略歴
神奈川県横浜市保土ケ谷区出身。大学卒業後、伊藤園勤務を経て、1992年にウェザーニューズに入社。1999年、気象予報士試験に合格。受験回数は10回を数えたという。ウェザーニューズでは営業職で名古屋勤務、幕張グローバルセンター勤務を経て、報道気象担当に。各放送局向け業務を担当後、放送気象担当として同社の制作するCS放送、ケーブルテレビ向け番組の制作、キャスターを担当。
2001年にNHK-BS1の気象情報番組『地球天気予報』に出演。2002年からはNHK名古屋放送局の契約キャスターとして、同局のニュース番組『ほっとイブニング』の気象情報などを担当。『ほっとイブニング』では2006年度に視聴者の質問に回答する「お天気寺子屋」というコーナーも受け持ち、2007年度は同コーナーをリニューアルした「寺尾直樹の寺きん」を担当。2009年3月27日をもってNHKでの出演を終了。なお、NHKとの雇用関係は他の気象予報士同様、番組出演契約であった。NHK名古屋での寺尾の後任となる気象予報士は、大隅智子と植木奈緒子の2人。
2009年4月より、7年ぶりにウェザーニューズ・グローバルセンター（幕張）勤務。4月27日からは、同社が運営する24時間動画生放送『SOLiVE24』で、天気解説を担当していた。
2010年2月28日、ウェザーニューズを退社。前日27日に南米チリで発生したM8.8の地震の影響で太平洋沿岸を中心に大津波警報等が発表、ウェザーニューズが規定している減災スケールがM3（警戒）となり急遽放送された速報番組（9時 - 12時30分）がSOLiVE24最後の出演番組となった。M3体制である事を考慮し、寺尾自身から視聴者へ直接の報告・挨拶は出来ず、視聴者へは、同日深夜放送の『weathernews LiVE』にて、寺尾からの手紙を田口ゆみが代読する形で報告した。
2010年3月29日より、NHK名古屋放送局の「ほっとイブニング」の気象キャスターとして復帰。

## 人物・エピソード
- 趣味は国内旅行。
- 小学生のころから雪が好きで、そのころから天気に興味を持つ。
- SOLiVE24に出演していて以降「SORA CHAT」参加者から「アニキ」の愛称で呼ばれるようになる。のちにその愛称が全社に広がった。
  - 2009年8月11日、平成21年台風第9号接近のため、3時頃から特別体制となり、寺尾の進行で台風情報を放送していたが、特別体制中の5時7分に発生した「駿河湾地震」を、緊急地震速報（The Last 10-Second）から情報を得て速報した。このことは、のちに社内報にて「SOLiVEのアニキが日本のアニキになった」のタイトルで報じられ、『weathernews LiVE』で紹介された[1]。
- 2009年11月30日に開催されたウェザーニューズのイベント、「ソラトモパーティー2009」に西川里美、今田佐和子予報士と共にクイズプレゼンターとして出演した。
- SOLiVE24では、まれに眼鏡を着用して出演する時があった。2022年現在では眼鏡を着用して出演する事が増えている。
- 身長177センチ。自身の影の長さが、2010年の夏至の正午は71センチだったが、冬至には340センチになったと自ら明かした。

## 現在の出演番組
NHK名古屋放送局
- まるっと!（気象情報・2018年4月2日 - ・東海3県）
- 気象情報（東海北陸ブロックネット・17時57分 - 18時・2010年3月29日 - ）

台風接近時や大雨など重大な災害が予想される場合に上記以外のニュース(午前中の時間帯に土井邦裕が不在の時、土日や深夜)に出演する事がある。

## 過去の出演番組
NHK名古屋放送局（1度目）時代
- 情報フレッシュ便 さらさらサラダ（さらさらカフェにゲスト出演、2007年1月23日、NHK東海3県ローカル）
- ゆうどきネットワーク東海・北陸（気象情報担当、2006年4月3日 - 2007年3月9日、東海3県及び静岡）
- ほっとイブニング（気象情報担当、2002年4月 - 2009年3月、東海3県）
- 午後のひととき 木曜ラジオ（気象情報担当、2007年4月 - 2009年3月）
- 気象情報（東海北陸ブロックネット、2007年度17:56 - 18:00、2008年度17時54分 - 18時、2007年4月 - 2009年3月）

ウェザーニューズ「SOLiVE24」
- SOLiVE Morning （2009年4月28日 - 2010年2月28日）
- SOLiVE Afternoon （2009年4月28日 - 2010年2月27日）
- SOLiVE Morning SATURDAY （2009年4月 - 2009年9月）
- SOLiVE Afternoon SATURDAY （同上）
- SOLiVE Night SATURDAY （同上）
- weathernews LiVE （ゲストコーナーに出演、2009年10月27日）

NHK名古屋放送局（2度目）時代
- ほっとイブニング（気象情報担当・2010年3月29日 - 2018年3月30日・東海3県）